# Barátok közt (8. évad)
A Barátok közt 8. évadát (2005. augusztus 22. – 2006. július 21.) 2005-ben kezdte sugározni az RTL Klub.
2006. július 21-én az évadzárás alkalmából 4 epizódot vetített a csatorna.

## Az évad elején történtek
Zsuzsa attól tart, hogy Emma felforgatja a család életét. Tilda állapota rosszabbra fordul. Vajon Zsolt és Feri kijutnak a bányából? Pál magát okolja Tilda terhességének megszakadásáért. Kertészéket lesújtja a családi tragédia. Gitta néni betegsége továbbra is beárnyékolja Novákék életét. Vajon Imre és Mónika együtt maradnak? Géza szeretne végre egy komoly kapcsolatot. Emma viselkedése nagy csalódást okoz Andrásnak.
Zsolt és Feri elkezdik kiásni magukat a bányából, és nagy nehezen átjutnak az omlás másik oldalára. Már majdnem kiérnek a felszínre, amikor újabb omlás következik be, és maga alá temeti Zsoltot. Ferinek még idejében sikerül kihúznia Zsoltot a törmelék alól. Közben Miklós olyan ajánlatot készül tenni Zsoltnak a kávéházzal kapcsolatban, aminek Zsolt nem fog tudni ellenállni. A kutyáját sétáltató férfi észreveszi, hogy Zsolt kocsija még mindig az elhagyott bánya előtt áll, a kutya pedig a bánya bejárata körül kezd szaglászni. A föld mélyén rekedt Zsolt megfogadja, hogy ha élve kikerül, feleségül veszi Andreát, és gyerekeik lesznek. Feri nem hiszi, hogy még egyszer meglátják a napvilágot. Közben Claudia újabb randevút beszél meg Radniccsal. Feri és Zsolt elhatározzák, hogy nem adják fel, és végül nagy nehézségek árán kijutnak a felszínre. Kinga közli Claudiával és Miklóssal, hogy Zsolt és Feri bennrekedtek egy bányában, de szerencsére életben vannak. Claudia és Miklós nem szeretnék, ha a nevük felmerülne az üggyel kapcsolatban, és megállapodnak, hogy egy ideig meghúzzák magukat.
Noémi meggyőzi Emmát, hogy ha lejáratják Zsuzsát a rákellenes társaság tanácsadó testülete előtt, az méltó bosszú lesz, és azt javasolja Emmának, keresse meg a levelet, hogy leírhassák róla a társaság e-mail címét. Emma megtalálja a levelet, amelyet a tanácsadó testület küldött Zsuzsának. Amikor egyedül marad Emmával, Zsuzsa megpróbálja kiszedni Emmából az igazat, de hiába. Noémi és Tóni szerelmi bájitalt itat Emmával, hogy az Ricsibe szeressen belé. Emma Ricsi helyett Imibe szeret belé, de ő sikeresen lepattintja a lányt.
Géza éppen indulna a kórházba, amikor felhívja a motor-nagykereskedő, és közli, hogy délután találkozni szeretne vele. Géza úgy dönt, nem halasztja későbbre a találkozót, amivel kivívja Mónika rosszallását. Mónika közli a rossz hírt Ricsivel, és megpróbálja kideríteni, hogyan léphetnének kapcsolatba Ildikóval. Közben Pált magával ragadják az érzelmei, és már attól kezd félni, hogy Tilda meghalhat. Miközben a motorkereskedő közli Gézával, hogy az üzlet nem felel meg motorbolt céljára, Mónikának nem sikerül Ildikó nyomára bukkannia. Az orvos közli Pállal, Vilmossal és Magdival, hogy Tilda jobban van, de elveszítette magzatát. Miközben Pál és Tilda siratják meg nem született gyermeküket, Ricsi kijelenti Gézának, hogy Ildikót nem tekinti többé az anyjának. Imre meglátogatja Pált, aki magát okolja a baba haláláért. Kertészék összegyűlnek és gyászolnak, és Vilmos azon tűnődik, milyen szavakkal tudná vigasztalni Pált. Imrének nem sikerül lebeszélnie Pált önmaga ostorozásáról. Vilmos felajánlja társaságát az elkeseredett Pálnak. Nóra és Miklós azon tűnődnek, vajon ez a tragédia közelebb hozza-e egymáshoz Tildát és Pált, vagy inkább még inkább eltávolítja őket egymástól. Vilmos kedvesen biztatja Pált, hogy bár most egy ideig még nagyon rosszul fogja érezni magát, a fájdalom idővel halványulni fog. Mónika azon kesereg, hogy mindig csak a jó emberekkel történnek tragédiák, de Magdi kioktatja, hogy ez nem így van. Ricsi dadogva fejezi ki részvétét Pálnak. Miközben Pál felhívja az apját, és közli vele a szomorú hírt, Tilda a kórházban siratja az elveszett lehetőséget.
Kinga és Zsófi összefognak, hogy egyesült erővel űzzék el a Lászlónál takarítói munkára jelentkező nőket. Zsófi csupa rosszat mond Lászlóról az első jelentkezőnek, mire az még az interjú előtt lelép. László alaposan beolvas Zsófinak. Miközben Gitta néni diótortát süt, Orsolya úgy dönt, elhívja ideggyógyász barátnőjét, vizsgálja meg az idős hölgyet. László egy tortaszeletet majszolva ráharap egy dióhéj-szilánkra, és dühösen elrohan a fogorvoshoz, mivel a szilánk letört egy darabot az egyik fogából. Megérkezik Orsolya neurológus barátnője, és Gitta nénit ködös tudatállapotban találja. Noémi elpanaszolja Tóninak, hogy a nagyanyja labilis elmeállapotban van, és beolvas Lászlónak, amiért kegyetlen türelmetlenséggel viselkedett Gitta nénivel. Gitta néninél Alzheimer kórt diagnosztizálnak, és az orvos azt tanácsolja, helyezzék el a nagymamát egy idősek otthonában.

## Az évad végén történtek
Zsolt ráveszi Barnabást, hogy eltűnjön. Emma és Noémi megpróbálják elvonni Ricsi figyelmét az elveszett robogóról, és tudomást szereznek a rejtett kincs legendájáról. Miklós fél, hogy a halálos fenyegetéseket be fogják váltani. Nórát és Noémit nyomasztja Tóni zárkózottsága. Magdi segít a kincsvadászatban. Újra megjelenik Miklós bűntársa, Ulrich, és emlékezteti egy régi ígéretére. Norbi felbukkanása aggodalmat kelt Tóni szerettei körében. Kinga jósnőhöz fordul, hátha kiolvashatja a kártyából, van-e még Gézával közös jövője. Ebben Magdi ármánykodása sem tudja megakadályozni. Miközben Tildát ismét hírbe hozzák Erikkel, Kinga felajánlja a fiúnak, hogy közösen béreljenek lakást. Mindeközben a halálos fenyegetések valódinak bizonyulnak: Miklóst egy ismeretlen tettes lelövi a sötét utcán.
Zsolt egy elhagyatott ócskavas-telepre hajt Barnabással, ahol egy autóroncshoz bilincseli. Leönti Barnabást benzinnel, mintha fel akarná gyújtani, majd úgy tesz, mintha lenne nála gyufa. Figyelmezteti a halálra rémült Barnabást, hagyja békén Kingát. Kinga megköszöni Zsoltnak, és reméli, egy szép napon még visszakaphatja Gézáját.
Hogy elterelje Ricsi gondolatait az elveszett robogóról, Emma azt javasolja, menjenek el lovagolni, de Ricsinek nincs kedve. Imre elmeséli Noéminak az „elrejtett kincs” legendáját. Noémi továbbadja Emmának, és a lányok elhatározzák, hogy ezzel próbálják felvidítani Ricsit. Ricsit először nem érdekli az ügy, de aztán Vilmostól megtudja, hogy van igazságalapja a legendának. Ricsi ekkor maga javasolja, hogy ő és a lányok menjenek el kincset vadászni, és elkezdenek utánaolvasni a történetnek. A rendőrségről telefonálnak Ricsinek, hogy megtalálták a robogóját. Emma és Noémi Magdit és Vilmost faggatják, mit tudnak a kincsről. Magdi azt mondja, volt egy raktárépület, amely valaha az intézethez tartozott, de már nem emlékszik pontosan, hol. Emma és Noémi elhatározzák, hogy másnap a könyvtárban megszerzik a szükséges információt. Magdi közben megtalálja a raktár címét.
Nórának fantasztikus állást ajánlanak, ő azonban a terhességére való tekintettel nem vállalja el. Mivel a Miklóst ért halálos fenyegetések feladója azt hiszi, Miklós még mindig Nóra lakásában lakik, Nóra arra kéri Tónit, tartsa magát távol Miklóstól, amíg ő bemegy a kórházba elvégeztetni az amniocentézis vizsgálatot. Norbi jelentkezik Tóninál, aki erről nem beszél, de Nóra sejti, hogy a fiú titkol előle valamit. Nóra megint intenzíven aggódik, egészséges lesz-e születendő gyermeke. Tóni telefonon beszél Norbival, de Noémi megzavarja: arra kéri, menjen vele és Emmával. Tóni azt feleli, be kell mennie Nórához a kórházba. De Noémi látja, hogy a telefonkagyló a készülék mellé van téve, és Emmának elpanaszolja, hogy Tóninak titkai vannak előtte. Tóni beviszi Nórának a CD-t, amit neki vásárolt. Nóra megkérdezi, nem akar-e valamit elmondani neki, de Tóni azt feleli, nem. Zsuzsa hazaviszi Tónit kocsival, és Tóni „mellesleg” megkérdezi, Zsuzsa és András még mindig örökbe fogadnának-e egy gyereket, ha alkalmuk lenne rá. Zsuzsa azt feleli, nem. Nóra beavatja az ápolónőt Tónival kapcsolatos aggodalmaiba.
Miklós reméli, hogy most már végre vége lesz a halálos fenyegetések sorának. Claudia azt találja mondani Nórának, hogy az egész világ jobban járna, ha Miklós meghalna. Bandi nyaggatja Miklóst, aki a kelleténél egy csöppet erősebben löki meg, mint akarta. András rátámad Miklósra, és közli, hogy megöli, ha még egyszer hozzáér Bandihoz vagy bárki máshoz a családjában. Miklós megkapja a harmadik fenyegetést is, egy tarokk kártya formájában, amely a megszemélyesített halált ábrázolja. Megint Zsófit gyanúsítja, aki azt kívánja, bárcsak valaki megszabadítaná a világot Miklóstól. Miklós tudja, hogy nagyon sok az ellensége, és fél, hogy a fenyegetést beváltják, ezért úgy érzi, meg kell védenie magát. Elhatározza, hogy riasztót szereltet a maga és Andrea lakásába. Claudia nem hajlandó meghallgatni Zsófit. Tilda azt tanácsolja Zsófinak, kérje meg Radnicsot, mondja meg Claudiának ő, hogy nem volt köztük semmi. Zsófi megtudja, hogy Radnics Németországba utazott. Megjelenik Ulrich Alajos, a korábbi művezető, és üzleti ajánlatot tesz Andrásnak. András visszautasítja. Ulrich ekkor pénzt kér tőle, de András nem ad neki. Ulrich ekkor megkeresi Miklóst, és a jutalmát követeli. Miklós azzal küldi el, hogy jöjjön vissza később.
Norbi váratlan felbukkanása riadalmat kelt: Nóra, Miklós és Noémi attól tartanak, hogy Norbi hatására Tóni visszatér régi életfelfogásához. Aggodalmuk hamar beigazolódik, mivel Tóni arrogáns és titkolózni kezd, mint „a régi szép időkben”. Amikor Tóni elmondja Norbinak, hogy hatalmas adóssága van, mivel összetört egy autót, Norbi azt tanácsolja neki, hagyja ott az iskolát, és kezdjen el dolgozni, hogy ne kelljen egész életében törleszteni. Norbi hatására megváltozik Tóni viszonyulása Miklósékhoz és Noémihoz is: amikor Norbi arra biztatja, ne hagyja, hogy a barátnője kisajátítsa, és vegye a saját kezébe élete irányítását, Tóni bebeszéli magának, hogy „fel kell szabadítania” magát, és ne hagyja, hogy bárki „parancsolgasson” neki. Nóra Miklóshoz és Andreához fordul tanácsért Tóni ügyben. Andrea azt tanácsolja, Nóra várja ki, amíg elmúlik Norbi újdonságának varázsa, és a krízis magától megoldódik. Nóra hallgat Andreára, nem is sejtve, hogy Tóni és Norbi már arra készülnek, hogy együtt világgá mennek.
Magdit megdöbbenti, hogy Géza hazahoz egy utcalányt, akinek még a nevét sem tudja. Géza kijelenti, hogy azt hoz fel magához, akit csak akar. Kinga később tudomást szerez Géza kilengéséről, de Andrea megnyugtatja, hogy ez még nem zárja ki, hogy Géza és Kinga valamikor majd újra összekerülhessenek. Kinga nagyon szeretne a jövőbe látni, ezért megkéri Vilmost, szerezze meg neki a jósnő telefonszámát. Magdi ezt megtudja, és ráveszi a jósnőt, mondja azt Kingának, hogy soha nem fogja visszakapni Gézát. Kinga őszinte érzelmeit látva azonban a jósnő úgy dönt, megmondja Kingának az igazat, majd visszaadja Magdinak a pénzét, mondván: nem volt képes becsapni egy ilyen kedves nőt. Közben Tilda találkozót beszél meg Erikkel, és lemondja az autóvezetés órákat. Miközben Tilda azt hiszi, ezzel megoldotta a problémát, Vilmos tudomást szerez arról, hogy Tilda és Erik találkoztak egymással. Vilmos nagyon jól tudja, hogy mindig „kettőn áll a vásár”, és van egy olyan rossz érzése, hogy talán Tilda is szeretne szorosabb kapcsolatba kerülni Erikkel. Közben Kinga, akinek máshol kell lakást keresnie magának, meghallja, hogy Erik kiadó lakást keres, és felajánlja neki, költözzön oda hozzá. Vajon Erik döntése befolyással lesz Tilda és Pál házasságára?
Miklós meg van ijedve a halálos fenyegetésektől, és biztonsági riasztót szereltet a Szilágyi lakásba. Zsolt azonban felhívja a figyelmét, hogy egy elszánt gyilkos nem ismer akadályt. Claudia leszidja Miklóst, amiért meg akar jutalmazni egy szélhámos volt alkalmazottat. Amikor Ulrich eljön a jutalmáért, Miklós sértegetni kezdi, ahelyett, hogy odaadná neki a pénzt. Zsófi azt kívánja, bárcsak valaki megszabadítaná végre a világot Miklóstól, aki gátlástalanul tönkreteszi mások életét és kapcsolatait. Közben Miklós gyanútlanul tervezgeti jövőjét Andreával. Amikor szólnak neki, hogy megszólalt a kocsija riasztója, kimegy az utcára kikapcsolni, és ekkor valaki mellbe lövi.

## Az évad szereplői

### Főszereplők
- Balassa Imre (Kinizsi Ottó)
- Bartha Zsolt (Rékasi Károly)
- Berényi András (R. Kárpáti Péter)
- Berényi Bandi (Bereczki Gergő)
- Berényi Claudia (Ábrahám Edit)
- Berényi Miklós (Szőke Zoltán)
- Berényi Zsuzsa (Csomor Csilla)
- Dr. Balogh Nóra (Varga Izabella)
- Dr. Ferenczy Orsolya (Lóránt Kriszta)
- Egresi Tóni (Dósa Mátyás)
- Harmathy Emma (Marenec Fruzsina)
- Kertész Géza (Németh Kristóf)
- Kertész Magdi (Fodor Zsóka)
- Kertész Mónika (Farkasházi Réka) (2005. októberig, visszautazott Brüsszelbe)
- Kertész Vilmos (Várkonyi András)
- Mátyás Richárd (Galgóczy Gáspár)
- Mátyás Tilda (Szabó Erika)
- Nádor Kinga (Balogh Edina)
- Novák László (Tihanyi-Tóth Csaba)
- Szeibert Erik (Réti Barnabás) (2006. februártól)
- Szentmihályi Zsófia (Lékai-Kiss Ramóna)
- Szilágyi Andrea (Deutsch Anita) (2005. szeptember, majd októbertől)
- Szilágyi Pál (Bruckmann Balázs)
- Temesvári Noémi (Csifó Dorina)
- Vadász Ferenc (Sárosi Gábor Áron) (2006. márciusig)

### További szereplők
- Radnics Szabolcs (Laklóth Aladár)
- Vadász Aranka (Juhász Róza) (2005. őszig)
- Ökrös Jenő (Vastag Csaba) (2005. őszig)
- Fürst Edit (Benedekffy Katalin) (2005. szeptember)
- Temesvári Gitta (Venczel Vera) (2005. októberig)
- Sipos Maya (Nyári Szilvia) (2005. augusztus-november)
- Mátyás Ildikó (Janza Kata) (2005. szeptember)
- Berényi Kata (Juga Veronika) (2005. szeptember)
- Berényi Dániel (Váradi Zsolt) (2005. október-november)
- Temesvári Levente (Janik László) (2005. november-2006. január)
- Vadász Károly (Bartus Gyula) (2005. november)
- Nagy Gréta (Téli Márta) (2005. november-2006. január)
- Ágotai Attila (Somló Gábor) (2005. november-2006. január)
- Jankovics Máté (Kocsis Dénes) (2005. december-2006. március)
- Takács Róbert (Barbinek Péter) (2006. január-február)
- Bauer János (Mészáros Árpád Zsolt) (2006. január-május)
- Sztojcsevics Míra (Bátyai Éva) (2006. február-április)
- Lola (önmaga) (2006. február-március)
- Mátyus Ede (Szerednyey Béla) (2006. március-július)
- Mátyus Elvira (Orosz Helga) (2006. március-július)
- Ulrich Alajos (Szűcs Sándor) (2006. júniustól)
- Volner Péter (Farkas Richárd) (2006. június)
- Füleki Barnabás (Szilvási Endre) (2006. július)
- Kövér Norbert (Endrődi Attila) (2006. júliustól)